# Parlammi
Parlammi är en sjö i kommunen Padasjoki i landskapet Päijänne-Tavastland i Finland. Sjön ligger 102,9 meter över havet. Arean är 96 hektar och strandlinjen är 8,47 kilometer lång. Sjön  ingår i Kumo älvs huvudavrinningsområde.   Den ligger omkring 55 km nordväst om Lahtis och omkring 130 km norr om Helsingfors. 
I sjön finns ön Keitaansaari. 